# Воррен (Массачусетс)
Воррен (англ. Warren) — місто (англ. town) в США, в окрузі Вустер штату Массачусетс. Населення — 4975 осіб (2020).

## Демографія
Згідно з переписом 2010 року, у місті мешкало 5135 осіб у 2021 домогосподарстві у складі 1351 родини. Було 2211 помешкання
Расовий склад населення:
| - 96,8 % — білих - 0,6 % — чорних або афроамериканців - 0,4 % — азіатів - 0,2 % — корінних американців |

До двох чи більше рас належало 1,7 %. Частка іспаномовних становила 2,3 % від усіх жителів.
За віковим діапазоном населення розподілялося таким чином: 23,9 % — особи молодші 18 років, 64,0 % — особи у віці 18—64 років, 12,1 % — особи у віці 65 років та старші. Медіана віку мешканця становила 39,8 року. На 100 осіб жіночої статі у місті припадало 99,1 чоловіків;  на 100 жінок у віці від 18 років та старших — 97,6 чоловіків також старших 18 років.
Середній дохід на одне домашнє господарство  становив 71 392 долари США (медіана — 68 490), а середній дохід на одну сім'ю — 76 827 доларів (медіана — 81 846). Медіана доходів становила 56 108 доларів для чоловіків та 43 114 долари для жінок. За межею бідності перебувало 11,3 % осіб, у тому числі 18,8 % дітей у віці до 18 років та 4,2 % осіб у віці 65 років та старших.
Цивільне працевлаштоване населення становило 2567 осіб. Основні галузі зайнятості: освіта, охорона здоров'я та соціальна допомога — 25,6 %, роздрібна торгівля — 14,6 %, виробництво — 13,7 %.